# 史波尼克平原
史波尼克平原（英語：Sputnik Planitia）是冥王星上的一片有著不規則溝槽切割的冰凍平原。這些溝槽大約20 km（12 mi）長，槽底可能有鏈狀的山或包含更為黯淡的物質。史波尼克平原是心形的湯博區西側，在表面上看似風吹出的條紋，是昇華的證據。黑暗的條紋長數公里，都排列在相同的方向上。平原也包含一些可能是昇華形成的小坑。史波尼克平原的名稱是紀念歷史上第一顆成功發射的人造衛星，即蘇聯的史普尼克1號而命名的。
多邊形的結構是對流的標記，推測是一層薄薄的水冰覆蓋著甲烷。
史波尼克平原的西南邊界與高聳出表面約1.6 km（5,200英尺）的希拉蕊山接壤，再往南是高出表面3.4 km（11,000英尺）高的諾蓋山，這兩座山是以1953年5月29日第一位登上地球最高峰珠穆朗瑪峰的紐西蘭登山家艾德蒙·希拉蕊爵士和尼泊爾雪巴人丹增諾蓋命名。广阔的地區出人意料地命名为葡萄牙語的科列塔德達多斯丘，是以葡萄牙人的科列塔德達多斯衛星命名，以纪念第一顆在巴西發射進入太空的人造衛星。

## 圖集
- 合成的史波尼克平原影像
- 在冥王星的史波克平原上凍結的一氧化碳凝聚圖
（2015年7月14日）
- 史波尼克平原 － 方格中是希拉蕊山和諾蓋山
（場合：2015年7月14日）
- 史波尼克平原 – 馬賽克的特寫影像[2][3][4]
（2015年7月14日 / 2015年9月10日）

- 史波尼克平原 － 詳細圖
（2015年9月17日釋出）
- 在湯博區中央偏左的史波尼克平原（背景）
（2015年7月14日）[10]
- 史波尼克平原（北方）－被認為是流動的冰凍的氮，很像地球上的冰川 （背景）
（2015年7月14日）